# Breguet Bre.693
Breguet Bre.693 – francuski samolot myśliwski, szturmowy i lekki bombowiec okresu II wojny światowej.

## Historia
Bardzo popularna w okresie międzywojenna teoria uniwersalnego samolotu bojowego mającego stanowić podstawową maszynę sił powietrznych, głoszona głównie przez włoskiego generała Giulio Douheta, znalazła swoje odbicie także w lotnictwie francuskim.
W 1934 r. Service Technique de I.Aeronautique, francuska organizacja odpowiedzialna za rozwój lotnictwa, wydała specyfikację na nowy trzymiejscowy, ciężki samolot myśliwski przeznaczony do przechwytywania obcych bombowców, eskortowania własnych wypraw bombowych oraz walki z myśliwcami wroga.
Na dokument ten odpowiedziało 5 wytwórni lotniczych ze swoimi projektami:
- Potez 630
- Hanriot 220
- Nieuport 20
- Romano 110
- Bréguet 690

Rywalizację wygrał Potez ze swoim modelem 630, który zapoczątkował całą rodzinę samolotów.
Jednak skonstruowana przez George'a Ricarda propozycja wytwórni Bréguet Bre.690 także została pozytywnie oceniona.

## Breguet Bre.690
26 marca 1937 r. wytwórnia otrzymuje oficjalne zamówienie na swój samolot Bre.690.01, budowany już zresztą od 1935 r.
Maszyna napędzana miała być silnikiem Hispano-Suiza 14AB 02/03 o mocy 533 kW (725 KM), tym samym co zwycięzca konkursu Potez 630 C3. Problemy z otrzymaniem tych właśnie silników spowodowały opóźnienie w oblocie samolotu który nastąpił dopiero 23 marca 1938 r. Maszyną pilotował Maurice Claisse.
Z racji przyjęcia do produkcji ciężkiego myśliwca Potez 630 C3, podjęto decyzję o przekonstruowaniu Bre.690 na maszynę szturmową.

## Breguet Bre.691 AB2
Podstawową różnicą między myśliwcem Bre.690 a szturmowcem Bre.691 była likwidacja stanowiska nawigatora z jednoczesnym powiększeniem komory bombowej oraz zmiany w uzbrojeniu dziobowym.
14 czerwca 1938 r. zamówiono 100 szt. samolotu Bre.691. w późniejszym okresie powiększono go do 204 egzemplarzy. 22 marca 1939 r. oblatano pierwszy prototyp Bre.691-01. 15 maja oblatano pierwszy seryjny Bre.691 AB2. Ogółem wyprodukowano 78 szt. tych maszyn.
W międzyczasie firma Hispano-Suiza wycofała się z produkcji silników gwiazdowych co wymusiło potrzebę poszukania nowej jednostki napędowej dla samolotów Bre.691.

## Breguet Bre.693 AB2
25 października 1939 r. wystartował Bre.691 No.19 napędzany silnikami Gnome-Rhône 14M 6/7 o mocy 514 kW (700 KM). Samolot ten był prototypem wersji Bre.693 AB2.  2 marca 1940 r. wystartował pierwszy seryjny Bre.693. Ogółem wyprodukowano około 250 szt. maszyn tej wersji. Samolotami z rodziny Bre.691 – 693 zainteresowali się zagraniczni kontrahenci.

## Breguet Bre.694
Na zamówienie lotnictwa belgijskiego powstała rozpoznawcza wersja samolotu oznaczona Bre.694. Samolot ten posiadał stanowisko nawigatora kosztem komory bombowej.
20 stycznia 1940 r. wystartował prototyp Bre.694-01 będący jednocześnie jedynym egzemplarzem tej wersji. Kontrakt na maszyny dla Belgii nie doszedł do skutku i jedyny Bre.694 przekazano Aeronavale (Francuskie Lotnictwo Morskie).
W tym czasie nasiliły się problemy z produkcją własnych jednostek napędowych. Francuzi zaczęli poszukiwania silników w Stanach Zjednoczonych.

## Breguet Bre.695 AB2
27 lipca 1939 r. zamówiono piętnaście egzemplarzy samolotów Bre.693 napędzanych silnikami Pratt & Whitney SB4G Twin Junior o mocy 550 kW (750 KM). Wersję tę oznaczono Bre.695. Ogółem wyprodukowano około 50 szt. samolotów tej wersji.

## Breguet Bre.696 B2
Wersja ta była wariantem Bre.693 przystosowanym do roli lekkiego bombowca poprzez redukcję uzbrojenia pokładowego i powiększenie komory bombowej oraz zabudowania celownika bombowego Bronzovia D 30. 3 listopada 1939 r. wystartował prototyp wersji Bre.696. Nie podjęto produkcji seryjnej tej wersji.

## Breguet Bre.697 C2
19 października 1939 r. wystartował Bre.691 No.17 napędzany silnikami Gnome-Rhône 14N 48/49 o mocy 786 kW (1070 KM). Maszyna ta stanowiła prototyp ciężkiego myśliwca Bre.697 C2. Samolot ten osiągał dużą prędkość maksymalną 570 km/h. 
W momencie wejścia wojsk niemieckich do wytwórni egzemplarz ten zniszczono aby nie wpadł w ręce wroga.

## Niezrealizowane projekty
- Bre.692 AB2 – miała to być wersja Bre.691 napędzana silnikiem Gnome-Rhône 14N o mocy 720 kW (980 KM).
- Bre.700 C2 – finalna wersja ciężkiego myśliwca testowana na Bre.697. 17 lutego 1940 r. zamówiono dwie sztuki tej wersji. Do zawieszenia broni z Niemcami nie wyprodukowano żadnego z nich.
- Bre.698 Bp2 – wariant Bre.693 przystosowany do roli bombowca nurkującego poprzez zastosowanie specjalnych hamulców aerodynamicznych.
- Bre.698 B2 – wersja bombowca Bre.696 napędzana silnikiem Pratt & Whitney SB4G Twin Junior o mocy 550 kW (750 KM).
- Bre.810 – pokładowa wersja Bre.693 ze składanymi do hangarowania zewnętrznymi częściami skrzydeł.

## Użycie bojowe
Pierwsze maszyny wersji Bre.691 weszły na wyposażenie Escadrille 1/54 w październiku 1939 r.
W grudniu 1939 r. sformowano z 3 pierwszych Escadrille 6e Brigade de Bombardement d’Assault. Na skutek kilku wypadków jednostkę tę rozformowano 15 kwietnia 1940 r. Na jej bazie powstały nowe jednostki szturmowców Breguet, GBA (Groupe de bombardement d'assaut) I/54, GBA II/54, GBA I/51 i GBA II/51. Samoloty Bre.693 zaczęły docierać do jednostek w maju 1940 r.
12 maja GBA I/54 jako pierwsza rozpoczęła działania bojowe, atakując 11 samolotami Bre.693 niemieckie kolumny w rejonie Togeren. W wyniku silnego ognia przeciwlotniczego stracono 7 maszyn. Tego samego dnia GA II/54 straciła jeden samolot.
W tym samym czasie Be.691 i 693 weszły na wyposażenie GBA II/35 oraz Groupement 19. Ta druga jednostka swoje zadania wykonywała w mieszanym składzie wraz z maszynami Potez 633.
Do zakończenia działań we Francji jednostki Breguetów wykonały ponad 500 lotów bojowych i straciły 47 samolotów. Po rozejmie z Niemcami i powstaniu rządu w Vichy GBA II/35, GBA II/51 i GBA II/54 rozwiązano. Dwadzieścia sześć Breguetów ze składu Groupement 18 (GBA I/51 i I/54) przebazowano do Lezignan. 
Po zajęciu wolnej strefy w listopadzie 1942 r. pozostałe Bre.693 przekazano lotnictwu włoskiemu, gdzie służyły celom szkoleniowym.